# Chris Marker
Chris Marker, właśc. Christian François Bouche-Villeneuve (ur. 29 lipca 1921 w Neuilly-sur-Seine, zm. 29 lipca 2012 w Paryżu) – francuski pisarz, fotografik, reżyser filmowy, artysta multimedialny i dokumentalista.

## Życiorys i kariera
Przed II wojną światową Marker studiował filozofię u Sartre’a, a po wojnie podróżował po krajach socjalistycznych i dokumentował to, co zobaczył, w swych książkach i filmach.
Międzynarodową sławę zyskał dzięki krótkometrażowemu filmowi z gatunku science fiction La Jetée (1962). Film jest rzekomym pierwowzorem amerykańskiego filmu 12 małp (1995). W 1983 roku skończył tworzenie filmu dokumentalnego Bez słońca (Sans soleil). Obrazy zacierają granice między dokumentem a fikcją.
Od połowy lat 90. XX wieku w większym stopniu poświęcił się pracy z mediami elektronicznymi.